# Schlacht am Garigliano (1503)
Die Schlacht am Garigliano am 28./29. Dezember 1503 war eine Schlacht zwischen dem Heer des Königs von Frankreich Ludwig XII. und dem Heer des Ferdinand von Aragón während der Italienischen Kriege am Fluss Garigliano.

## Verlauf
Consalvo Fernando (Gonzalo Fernández de Córdoba), der Hauptmann des Königs von Spanien, und die Franzosen lagen sich über zwei Monate am Garigliano gegenüber; schließlich ließ Gonzalo oberhalb des Flusses eine Brücke schlagen und rückte mit seinem Kriegsvolk sowie Franz Schenk (von Schenkenstein) und dessen 2000 (deutschen) Fußknechten vor. Als die Franzosen angesichts dieser Übermacht unter Zurücklassung der schweren Geschütze und der Zelte abzogen, ließ Gonzalo ihnen durch seine Reiter nachjagen und beorderte den Schenk mit seinen 2000 Fußknechten dazu, weil dessen Kürassiere allein ein Gefecht an einer Brücke nicht schaffen konnten. Der Chevalier de Bayard  Pierre du Terrail zeichnete sich bei der Verteidigung der Brücke über den Garigliano gegen die 200 Reiter aus.

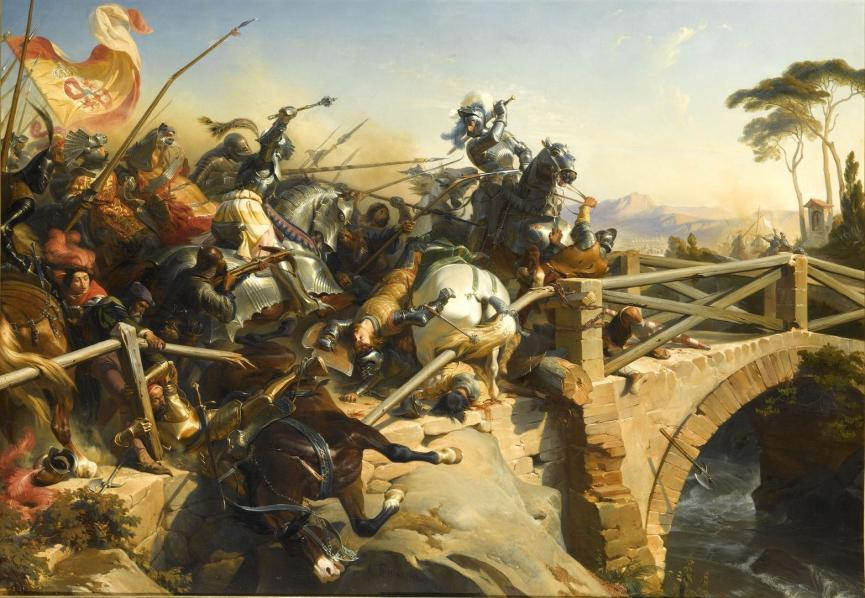
Bayard auf der Gariglianobrücke

Die spanischen Reiter erstachen alle noch nicht abgezogenen Franzosen und stießen bei einer Brücke auf 300 französische Kürassiere und 1000 Schweizer Söldner, die bis auf wenige niedergemacht (nidergelegt) wurden, als Franz Schenk mit seinen Fußknechten nachkam. Nun rückte Gonzalo mit seinem Haufen nach, und die französischen Fußknechte zogen sich auf einen zum Meer hin abfallenden Berg zurück; dort wurden sie besiegt ins Meer geworfen. Einige in die Städte geflohene Franzosen wurden gefangen genommen, darunter angeblich auch der Bailli von Dijon.
Etwa 200 Florentiner Knechte des Herzog von Valentinois Cesare Borgia wurden auf der Flucht von Bauern erschlagen. Als spanisch gesinnte Römer viele nach Rom geflohene Franzosen gefangen nahmen, gebot der Papst Julius II., dass jedermann in Rom sicher sein soll. Damit ließ der Papst erkennen, dass er pesser frantzosisch dann spanisch ist.
Nach den Berechnungen von Prescott betrug die Anzahl der Gefallenen und sonstigen Kriegsopfer auf Seiten der Franzosen gegen 30.000 während des gesamten zweiten französischen Feldzugs.